# Thomas le Rimeur
Cet article concerne un roman. Pour le poète, voir Thomas le Rhymer.
Thomas le Rimeur (titre original : Thomas the Rhymer) est un roman de fantasy écrit par Ellen Kushner, paru en 1990. Le roman a gagné le prix World Fantasy du meilleur roman 1991 et le prix Mythopoeic 1991.

## Résumé
Thomas, un joueur de harpe de la cour, se lie d'amitié avec un humble agriculteur et son épouse. Alors qu'il entame une relation avec Elsbeth, sa voisine, il est emmené à Elfland, et pris au piège par la reine des fées. Après sept ans de captivité, il retourne voir Elsbeth avec un cadeau d'adieu de la reine : il ne peut dire que la vérité.

## Personnages
- Thomas : un ménestrel qui chante à la cour du roi. Avant d'être capturé par la Reine Fée, il était un jeune homme insouciant.
- Elsbeth : une jeune femme qui tombe amoureuse de Thomas. Après sept années d'absence, la vie difficile qu'elle a endurée l'a rendue cynique.
- La Reine d'Elfland : bien que puissante et belle, la Reine Fée peut s'avérer impitoyable. Quand elle libère Thomas après sept années d'amour, cette libération reste limitée.